# Cowperia areolata
Cowperia areolata är en stekelart som först beskrevs av Walker 1872.  Cowperia areolata ingår i släktet Cowperia och familjen sköldlussteklar. Inga underarter finns listade i Catalogue of Life.